# Pachypolia atricornis
Pachypolia atricornis är en fjärilsart som beskrevs av Augustus Radcliffe Grote 1874. Pachypolia atricornis ingår i släktet Pachypolia och familjen nattflyn. Inga underarter finns listade i Catalogue of Life.